# Jean Cousin l'Ancien
Pour les articles homonymes, voir Jean Cousin et Cousin.
Jean Cousin l'Ancien (Soucy, près de Sens, vers 1503 - Paris, après 1560), dit aussi le Père, ou le Vieux pour le distinguer de son fils également appelé Jean Cousin, est un peintre, dessinateur, décorateur et graveur français de la Renaissance. 

Il est, avec Jean Clouet, le principal artiste français du XVIe siècle, notamment célèbre pour le tableau Eva prima Pandora conservé au Louvre.
Sa vie est assez peu connue, et de nombreuses œuvres ne lui sont qu'attribuées, parfois exécutées plus probablement par son fils Jean Cousin le Jeune avec qui il est souvent confondu. Un autre sculpteur, non apparenté, porte également le même nom

## Biographie

### Jeunesse
Né  vers 1500 de parents pauvres à Soucy, il commence une carrière modeste à Sens où il travaille comme géomètre arpenteur, puis est cité à partir de 1530 pour des travaux de peintures à l'abbaye de Vauluisant et comme auteur de cartons de vitraux à la cathédrale Saint-Étienne de Sens (dont La légende de Saint-Eutrope, vers 1530, à l'église Saint-Pierre-le-Rond de Sens, et La Sybille interrogée par Auguste dans la chapelle Notre-Dame-de-Lorette, vers 1545), à l'église Saint-Romain aujourd'hui détruite (dont un Jugement universel aujourd'hui disparu), à l'église des Cordeliers de Sens, elle aussi détruite (dont Jésus en Croix, Miracle arrivé par l'intercession de la Sainte Vierge et Serpent d'airain) à l'église Saint-Florentin de Saint-Florentin (Yonne), et de Notre-Dame de Villeneuve-sur-Yonne (ayant notamment réalisé un vitrail illustrant Le Jugement dernier, même si cette œuvre pourrait en réalité dater du XVe siècle). On lui attribue également d'autres vitraux : un vitrail de la chapelle du château de Fleurigny (représentant La prédication de saint Paul aux athéniens, ou Auguste interrogeant la Sybille). 
Il épouse en premières noces Marie Richer, fille de Christophe Richer, valet de chambre, conseiller et secrétaire de François 1er et ambassadeur au Danemark. 

Devenu veuf, il épouse en 1537 en secondes noces Christine Nicole Rousseau, fille de Lubin Rousseau, procureur du roi puis lieutenant général au bailliage de Sens, dont il a une fille, Marie, qui épousera Etienne Bouvyer II.

On peut noter que déjà à son premier mariage il avait atteint une célébrité suffisante pour passer outre l'absence de rang social dans ses alliances, à une époque marquée par la toute-puissance des préjugés sur les titres et rangs de naissance.

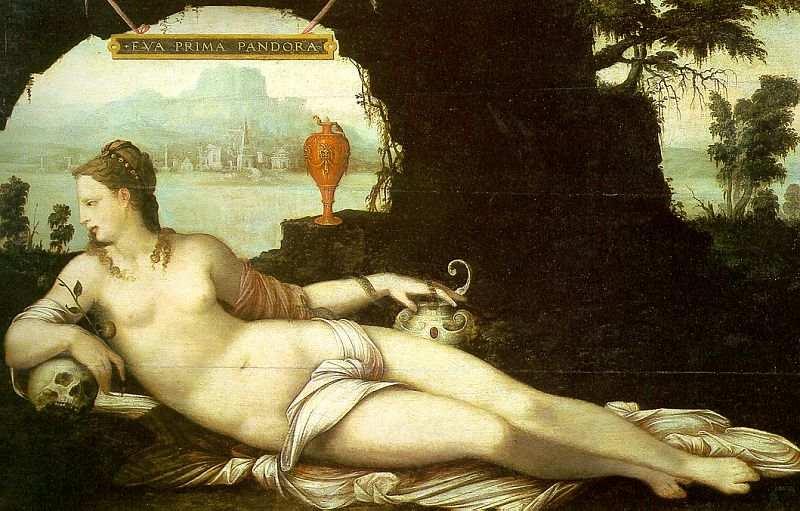
Eva prima Pandora, 1549, bois, 97,5 × 150cm, Paris, musée du Louvre.

### Carrière à Paris
Il quitte sa ville natale vers 1538 et se rend à Paris où il travaille auprès de lissiers (il exécute notamment les tapisseries de La vie de Sainte Geneviève pour Sainte-Geneviève-du-Mont en 1541, aujourd'hui disparues, et les tapisseries de Saint Mammès en 1543 pour le cardinal de Givry, dont trois éléments parvenus, conservés à la cathédrale de Langres et au musée du Louvre). Il travaille également pour des verriers, et exécute les cartons des vitraux de la chapelle de l'hôpital des Orfèvres, un Calvaire pour l'église des Jacobins de Paris, divers vitraux pour l'église Saint-Gervais (Le martyre de Saint Laurent, La samaritaine conversant avec le Christ, et La guérison du paralytique), l'église de Moret, celles de Saint-Patrice et de Saint-Godard à Rouen, ainsi que pour le château de Vincennes (L'Approche du Jugement dernier, D'après l'Apocalypse, L'Annonciation de la Sainte Vierge) où il exécute également les portraits en pied de François Ier et Henri II. On attribue également à Jean Cousin des vitraux en grisaille exécutés pour le château d'Anet (dont Abraham rendant à Agar son fils Ismaël, Les Israélites vainqueurs des Amalécites sous la conduite de Moïse et Jésus-Christ prêchant dans le désert). 
Il épouse en 1537 en troisièmes noces Marie Bouvyer, fille de Henri Bowyer (dont le nom est rapidement "francisé" en Bouvyer), avec qui il n'aura pas d'enfant. Il exécute les portraits de sa famille (son beau-frère Jean II Bouvyer, son neveu Estienne, sa fille Marie Cousin, Jean III Bouvyer et Savinienne de Bornes, épouse de ce dernier).

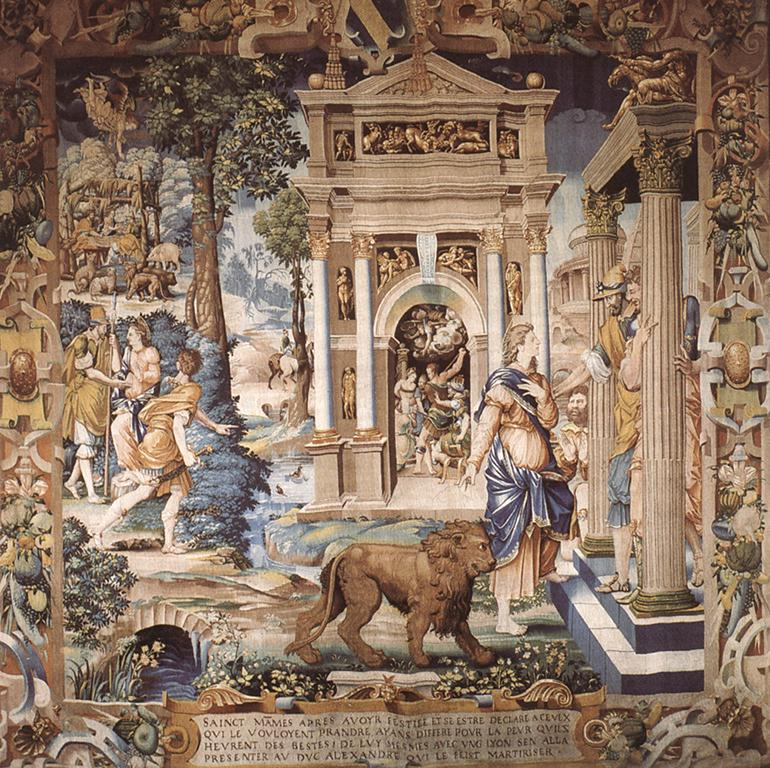
Saint Mammès venant se livrer au tribunal du gouverneur de la Cappadoce, vers 1541, tapisserie, 440 × 450cm, Paris, musée du Louvre.

Jean Cousin est aussi connu pour ses patrons pour armures et pour ses estampes (comme La Mise au tombeau, Sainte-Famille en 1542, aujourd'hui perdue), dont un grand nombre ne lui sont qu'attribuées, à lui ou à son fils (Conversion de Saint-Paul, Moïse montrant au peuple le serpent d'airain, Homme nu à cheval, Mausolée, Jupiter et Antiope...). Lié à de nombreux imprimeurs libraires parisiens, Jean Cousin réalise de nombreux dessins d'illustrations pour des publications. Si l'attribution des planches d'Orus Apollo (1543) a été remise en question, on doit à Jean Cousin des planches de plusieurs livres d'heures publiés par Michel Fezandat ou Jérome de Marnef. Entre 1548 et 1550, Cousin est très impliqué dans l'illustration des livres d'Amadis de Gaule. On lui doit par ailleurs de nombreux matériels décoratifs : marques d'imprimeurs (pour Mathieu David, Charlotte Guillard, Jacques Du Puys...), bandeaux et lettrines. A la fin des années 1540, il collabore fréquemment avec le peintre Baptiste Pellerin, qui semble avoir été associé à un certain nombre de ses chantiers d'illustration.  En 1549, Cousin travaille avec Jean Goujon à la réalisation de décor pour l'arrivée de Henri II à Paris, et orne l'un des arcs de triomphe d'une Pandora qu'il reprendra dans son célèbre tableau Eva prima Pandora exécutée la même année.
Il réalise en collaboration avec les trois orfèvres Hans Yonques, Thibaut Laurens et Macé Begault, Le verger d'or aux trois rois, cadeau de la ville de Paris au roi. Il aurait aussi été connu comme sculpteur (même si ses œuvres sont attribuées parfois à un autre Jean Cousin, uniquement sculpteur, sans lien de parenté avec lui). Il serait ainsi l'auteur du tombeau en albâtre de Philippe de Chabot, un groupe représentant Vénus et l'Amour, des statues en pierre peinte représentant Philippe de Commynes et Hélène de Chambes, un buste en marbre et un médaillon en bronze de Charles Quint, les bas-reliefs du tombeau de François de La Rochefoucault, le tombeau de Louis de Brézé, celui de Jacques de Brézé, le mausolée de Diane de Poitiers, ainsi que des productions comme une statuette en ivoire représentant Saint Sebastien.

### Influences
Cousin a alors acquis une renommée internationale, et Vasari le cite dans la première édition des Vies, en 1550. Il achève en 1558, son ouvrage intitulé Livre de perspectives, paru en 1560, peu avant sa mort. Son style, inspiré de la peinture italienne (Titien notamment) et des graveurs du Nord, doit aussi beaucoup aux peintres de l'école de Fontainebleau (Rosso Fiorentino et Le Primatice) à laquelle son œuvre est parfois associée.
Il s'est aussi beaucoup inspiré de Léonard de Vinci et Albrecht Dürer dans la composition, la physionomie et les lumières. Notamment dans Eva prima Pandora on peut voir l'influence de Benvenuto Cellini qui a sculpté la Nymphe de Fontainebleau. On retrouve beaucoup de points communs entre ces deux œuvres : la posture de la femme est presque symétrique, allongée et nue. On remarque que le ventre est dessiné de la même façon. Elles regardent toutes les deux par terre et un univers de nature les entoure.

## Jean Cousin à Sens

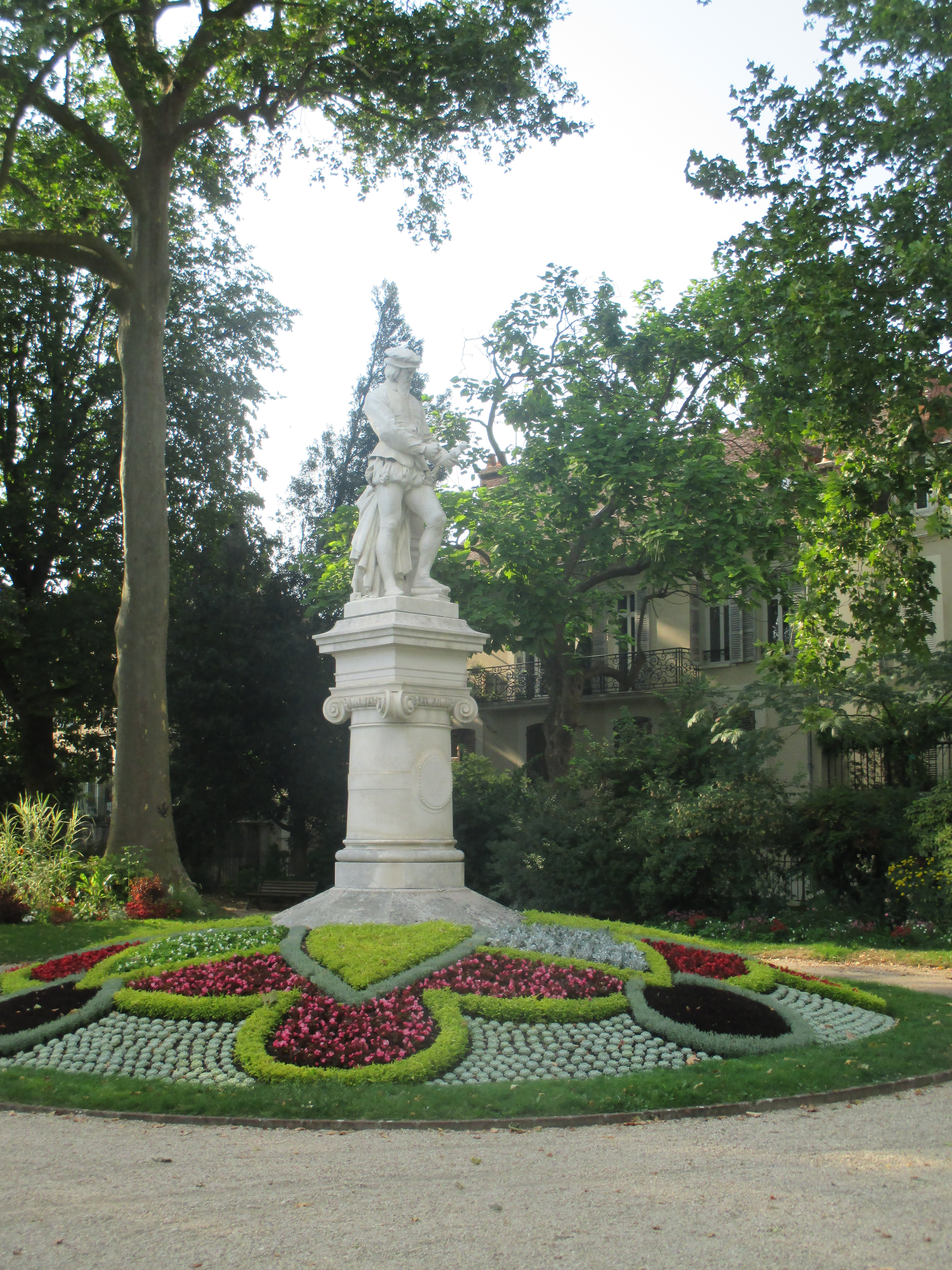
Vue du square Jean-Cousin avec la statue de Jean Cousin.

La ville de Sens (Yonne) inaugure en 1883 le seul exemple de square sénonais au XIXe siècle, le square Jean Cousin et son jardin, qui comblent les anciens fossés de la ville. On peut y trouver une statue du peintre réalisée par Henri Chapu. Quelques années plus tard, on ouvre la Maison Jean Cousin qui ne fut jamais sa demeure.

## Liste des œuvres
- Peintures :
  - Eva prima Pandora, 1549, huile sur bois, 97,5 × 150 cm, Paris, musée du Louvre.
  - La Charité (attribué), vers 1540 - 1545, Montpellier, musée Fabre
  - Le Sacrifice de Polyxène (?)
  - La Déploration du Christ (atelier), Lille, Musée des Beaux-Arts
- Dessins :
  - Pénélope, Rennes, Musée des Beaux-Arts
  - Jeux d'enfants, Paris, musée du Louvre
  - Enfants jouant, British Museum, Londres
  - Martyre d'un saint, Bibliothèque nationale, Paris
  - Portraits de la famille Bouvyer (Jean II, Etienne II, Catherine)
  - Saint Luc assis sur son bœuf peignant sur un chevalet, Pierpont Morgan Library
- Cartons de vitraux:
  - quelques vitraux, avant 1530, Cathédrale Saint-Étienne, Sens
  - Vitraux de la Sainte-Chapelle de Vincennes, livrés en 1552
  - Vitraux d'églises en Île-de-France
  - Vitraux et décorations de châteaux en Île-de-France
- Cartons de tapisseries:
  - 8 cartons de tapisserie sur la vie de Sainte Geneviève, Sainte-Geneviève-des-Bois, 1541
  - 8 cartons de tapisseries sur la Vie de Saint Mammès commandées par l'évêque Claude de Longwy, destinées à la cathédrale de Langres, 1543
- Décorations :
  - Dessin pour des pièces d'orfèvrerie pour l'entrée royale d'Henri II à Paris, 1549
  - arc de triomphe orné d'une Pandore (avec Jean Goujon) pour l'entrée royale d'Henri II à Paris, 1549
- Gravures :
  - 2 gravures au burin
  - 4 eaux-fortes
  - La Mise au tombeau, 1544
  - La Conversion de saint Paul
- Illustrations de livres :
  - Illustration d'Orus Apollo, 1543 (attribution contestée[8])
  - deux miniatures des Heures d'Anne de Montmorency (Suzanne et les vieillards et Judas Macchabée)
  - Illustration du Livre des coutumes de Sens, 1556
- Ouvrages théoriques :
  - Livre de perspective, 1560, Paris[11]